# بخش کرو لیک، شهرستان استارنز، مینه سوتا
بخش کرو لیک (به انگلیسی: Crow Lake Township) یک منطقهٔ مسکونی در ایالات متحده آمریکا است که در شهرستان استیرنز، مینه‌سوتا واقع شده‌است.
 بخش کرو لیک ۹۰٫۹ کیلومتر مربع مساحت و ۳۱۸ نفر جمعیت دارد و ۳۹۲ متر بالاتر از سطح دریا واقع شده‌است.